# Ivan Desny
Ivan Desny, nato Ivan Nikolaievič Desnitzky (Иван Николаевич Десницкий) (Pechino, 28 dicembre 1922 – Ascona, 13 aprile 2002), è stato un attore svizzero.

## Biografia
Elegante e di bell'aspetto, ricoprì ruoli importanti di comprimario sin dai suoi primi film, diretto spesso da grandi maestri del cinema europeo e internazionale come Marcel Carné, David Lean, Michelangelo Antonioni, Claude Autant-Lara, Augusto Genina, Max Ophüls e molti altri. Negli anni Settanta, rinverdì la sua presenza nel cinema d'autore recitando per i registi della "Neue Welle" tedesca, apparendo tra gli interpreti di Falso movimento, film del 1975 di Wim Wenders e de Il matrimonio di Maria Braun di Rainer Werner Fassbinder.

## Filmografia
- La Fleur de l'âge, regia di Marcel Carné (1947)
- Bonheur en location, regia di Jean Wall (1949)
- L'amore segreto di Madeleine  (Madeleine), regia di David Lean (1950)
- Les Mousquetaires du roi, regia di Marcel Aboulker, Michel Ferry (1951)
- La mondana rispettosa (La Putain respectueuse), regia di Charles Brabant, Marcello Pagliero (1952)
- La signora senza camelie, regia di Michelangelo Antonioni (1953)
- Una signora per bene (Le Bon Dieu sans confession), regia di Claude Autant-Lara (1953)
- Via senza ritorno (Weg ohne Umkehr), regia di Victor Vicas (1953)
- Frou-Frou, regia di Augusto Genina (1955)
- Lola Montès, regia di Max Ophüls (1955)
- Bolero (Rosen für Bettina), regia di Georg Wilhelm Pabst (1956)
- Club di ragazze (Club de femmes), regia di Ralph Habib (1956)
- Anastasia, regia di Anatole Litvak (1956)
- Una vita - Il dramma di una sposa (Une vie), regia di Alexandre Astruc (1958)
- Polikuska, regia di Carmine Gallone (1958)
- Estasi (Song without End), regia di Charles Vidor, George Cukor (1960)
- Femmine di lusso, regia di Giorgio Bianchi (1960)
- Okay Parigi! (Bon Voyage!), regia di James Neilson (1962)
- Sherlock Holmes - La valle del terrore (Sherlock Holmes und das Halsband des Todes), regia di Terence Fisher (1962)
- Giallo a Firenze (Escapade in Florence), regia di Steve Previn (1962)
- L'affare Beckett, regia di Osvaldo Civirani (1966)
- I cannoni di San Sebastian (La Bataille de San Sebastian), regia di Henri Verneuil (1968)
- Mayerling, regia di Terence Young (1968)
- Rebus, regia di Nino Zanchin (1968)
- Falso movimento (Falsche Bewegung), regia di Wim Wenders (1975)
- Buona fortuna maggiore Bradbury (Paper Tiger), regia di Ken Annakin (1975)
- Il diritto del più forte (Faustrecht der Freiheit), regia di Rainer Werner Fassbinder (1975)
- Enigma rosso, regia di Alberto Negrin (1978)
- Il matrimonio di Maria Braun (Die Ehe der Maria Braun), regia di Rainer Werner Fassbinder (1979)
- Linea di sangue (Bloodline), regia di Terence Young (1979)
- Car-Napping - Bestellt, geklaut, geliefert, regia di Wigbert Wicker (1980)
- Odio le bionde, regia di Giorgio Capitani (1980)
- Fabian, regia di Wolf Gremm (1980)
- Lola, regia di Rainer Werner Fassbinder (1981)
- Flügel und Fesseln, regia di Helma Sanders-Brahms (1984)
- Motten im Licht, regia di Urs Egger (1986)
- Un amore di donna, regia di Nelo Risi (1988)
- Più veloce della luce (Quicker Than the Eye), regia di Nicolas Gessner (1988)
- Niente baci sulla bocca (J'embrasse pas), regia di André Téchiné (1991)
- Les Voleurs, regia di André Téchiné (1996)
- Mister Boogie, regia di Vesna Jovanoska (2000)

### Televisione
- Il mondo sul filo (Welt am Draht), regia di Rainer Werner Fassbinder – film TV (1973)
- Splendori e miserie delle cortigiane (Splendeurs et misères des courtisanes), regia di Maurice Cazeneuve – miniserie TV (1975)
- Berlin Alexanderplatz, regia di Rainer Werner Fassbinder – miniserie TV (1980)

## Doppiatori italiani
- Gualtiero De Angelis in L'amore segreto di Madeleine
- Emilio Cigoli in La signora senza camelie
- Giulio Panicali in Frou-Frou
- Sergio Fantoni in Anastasia
- Nando Gazzolo in Polikuska
- Riccardo Mantoni in I misteri della giungla nera
- Sergio Graziani in Mayerling
- Michele Kalamera in Berlin Alexanderplatz